# Koszmosz–263
Koszmosz–263 (oroszul: Космос 263) Koszmosz műhold, a szovjet műszeres műhold-sorozat tagja. Első generációs Zenyit–2 (oroszul: Зенит-2) felderítő műhold.

## Küldetés
Kialakított pályasíkja mentén fototechnikai felderítést, műszereivel atomkísérletek ellenőrzését végezte. Technikai eszközeivel meteorológiai előrejelzést elősegítő fotófelvételeket is készített.

## Jellemzői
Az OKB–1 tervezőirodában kifejlesztett és építését felügyelő műhold. A Zenyit–2 GRAU-kódja (11F61) ember szállítására kifejlesztett űreszköz, hasznos terében helyezték el a műszereket.  Üzemeltetője a moszkvai MO (Министерство обороны) minisztérium.
1969. január 12-én a  Pleszeck űrrepülőtér indítóállomásról egy Voszhod (11A57) hordozórakétával juttatták alacsony (LEO = Low-Earth Orbit) Föld körüli, közeli körpályára. Az orbitális egység pályája 89,6 perces, 65,4 fokos hajlásszögű, elliptikus pálya perigeuma 197 kilométer, apogeuma 319 kilométer volt. Hasznos tömege 4730 kilogramm. A sorozat felépítését, szerkezetét, alapvető fedélzeti rendszereit tekintve egységesített, szabványosított tudományos-kutató űreszköz. Áramforrása kémiai akkumulátorok, szolgálati élettartama 12 nap.
Koszmosz–258 programját folytatta. Teljes hossza 4.3 méter, átmérője 2.3 méter, mindkét végét kúpforma zárja. Hővédelemmel (árnyékolás módszere) látták el a kamerákat (fényképezőgép) és a műszeres egységet, sűrített nitrogénnel biztosították a működési stabilitást. Az orrkúpban kapott helyet a műszeres egység, a farkúpban a motoregység (manőverezés, fékezés). Fotóegysége a Ftor-2R (oroszul: Фтор-2Р), SA–10 (felbontás 30-50 méter) és SA–20 (felbontás 10 méter) kamera. 500 filmkazetta biztosította a képrögzítést. A fedélzeten elhelyezett rádióadók (Kuszt-12M; oroszul: Куст-12М) által sugárzott jelek fáziskülönbségének méréséből következtetéseket lehet levonni az ionoszféra szerkezetéről. Az éjszakai ionoszféra F-rétege magasságbeli és kiterjedésbeli inhomogenitásainak mérése a 20 MHz-es fedélzeti adó jeleinek fluktuációváltozásaiból történt. Kamerái SZA-10 (0,2 méter felbontású), SZA-20 (1 méter felbontású) típusú eszközök voltak.
1969. január 20-án, 8 napos szolgálat után, földi parancsra belépett a légkörbe és hagyományos – ejtőernyős leereszkedés – módon visszatért a Földre.